# Hildale
Hildale je město v okresu Washington County ve státě Utah ve Spojených státech amerických ležící na hranicích s Arizonou. K roku 2010 zde žilo 2 726 obyvatel. S celkovou rozlohou 7,6 km² byla hustota zalidnění 360 obyvatel na km².